# 최명길 (자동차 경주 선수)
최명길(네덜란드어: Récardo Bruins Choi, 1985년 12월 3일~)은 네덜란드의 자동차 경주 선수이다.

## 어린 시절
생후 4개월 때 네덜란드 가정에 입양되어 자랐다.